# Castello di Valle
Il castello di Valle, noto anche come castello di Valli, è un castello situato nel comune di Follonica in provincia di Grosseto, sull'omonimo poggio che si eleva nell'immediato entroterra settentrionale della cittadina.

## Storia
Il complesso sorse verso la fine del IX secolo come residenza estiva dei vescovi di Lucca, per poi passare tra i possedimenti dell'abbazia di Sestinga. Nel corso del XII secolo il castello passò agli Aldobrandeschi che, nella seconda metà del Duecento, lo cedettero ai Pisani. Il complesso entrò a far parte del principato di Piombino durante il Trecento, seguendone le sorti fino al 1815, quando l'intero territorio fu annesso al granducato di Toscana. 
Presenta gli imponenti ruderi della torre, con le pareti interamente rivestiti in filaretto di pietra, dove si aprono alcune feritoie.
Attorno al rudere della torre, si dispongono una serie di edifici in pietra perfettamente conservati, ricostruiti prevalentemente in stile neomedievale sui resti dei fabbricati originari.